# Frágil
Frágil és una pel·lícula espanyola dirigida el 2005 per Juanma Bajo Ulloa amb guió del propi Bajo Ulloa sota el pseudònim de Catalina Gilabert. Es tracta d'un conte sobre la necessitat de l'amor i l'autotortura que hom s'ha d'infligir per aconseguir un ideal de bellesa impossible. Com va dir el mateix autor, un conte com el de la Ventafocs, però un xic cruel.

## Sinopsi
Venus té 25 anys, és dolça, romàntica i no gaire atractiva. Ella viu amb el seu pare estoic a una aïllada vall del Nord. Tots dos treballen en les tasques del camp i fabriquen mel de flors. La seva relació sempre ha estat cordial però absolutament mancada de qualsevol mostra d'afecte. Quan tenia 9 anys, un nen va donar a Venus el seu primer i únic petó, i els dos es van jurar amor etern. Des d'aquest moment, dia rere dia, ella espera en va el seu retorn.
Un matí el pare apareix mort. Venus abandona la seva llar i surt a la recerca de l'amor perdut i dels seus somnis.
No gaire lluny d'allí, David, un jove actor, magnètic i arrogant, espera el començament del rodatge de la superproducció de Hollywood de la qual serà protagonista, "Dark Tale". La idea de començar a ser desitjat i volgut per milions el tortura...perquè li agrada més del que ell voldria.
Aviat David i Venus es trobaran, i ella sentirà per a la finalitat que la seva cerca ha acabat...encara que el món real no és exactament igual que els contes que ella llegia de nena.

## Repartiment
- Muriel: Venus
- Julio Perillán: David
- Violaine Estévez: Chloe
- Lidia Navarro: Isabel
- Imma Colomer: Rita
- Tomás Álvarez: Daniel
- Kandido Uranga: pare de Venus
- Alan Griffin: Charles
- Paul Vincent Black: Thorwald
- Fernando Albizu: Diego
- Gorka Aginagalde: Laguna
- María Bazán: Abi
- David Christoffersen: Nicholas
- Tania de la Cruz: Katherine
- Paula Pizzi: Francesca
- Alicia Pérez: Venus (9 anys)
- Pilar Rodríguez: Juana
- John G. Rubin: Felix
- Bibiana Schönhöfer: María
- Silvia Segovia: Marta

## Palmarès
Medalles del Cercle d'Escriptors Cinematogràfics
| Categoria               | Persona           | Resultat |
| ----------------------- | ----------------- | -------- |
| Millor actriu revelació | Muriel            | Nominada |
| Millor guió original    | Catalina Gilabert | Nominada |